# Vilija Matačiūnaitė
Vilija Matačiūnaitė (Vilna, Lituania, Países Bálticos , 24 de junio de 1986) es una cantante y actriz lituana. Fue elegida con la canción «Attention» para representar a Lituania en el Festival de la Canción de Eurovisión 2014, que se celebró en la ciudad de Copenhague, Dinamarca. Ese mismo año ganó el Premio Barbara Dex a la concursante de Eurovisión "peor vestida" del año.

## Discografía
- Mylėk (2006)
- Attention! (2014)

## Filmografía
| Año  | Film                                      | Papel | Notas                                               |
| ---- | ----------------------------------------- | ----- | --------------------------------------------------- |
| 2010 | Mano mylimas prieše (serie de televisión) | Miglė | Papel principal y compositora de la canción central |